# Ramonia chrysophaea
Ramonia chrysophaea är en lavart som först beskrevs av Christiaan Hendrik Persoon, och fick sitt nu gällande namn av Vezda. Ramonia chrysophaea ingår i släktet Ramonia och familjen Gyalectaceae.  Arten är reproducerande i Sverige. Inga underarter finns listade i Catalogue of Life.